# Highland (Illinois)
Highland es una ciudad ubicada en el condado de Madison en el estado estadounidense de Illinois. En el Censo de 2010 tenía una población de 9919 habitantes y una densidad poblacional de 504,51 personas por km².

## Geografía
Highland se encuentra ubicada en las coordenadas 38°46′13″N 89°40′45″O / 38.77028, -89.67917. Según la Oficina del Censo de los Estados Unidos, Highland tiene una superficie total de 19.66 km², de la cual 16.96 km² corresponden a tierra firme y (13.71%) 2.7 km² es agua.

## Demografía
Según el censo de 2010, había 9919 personas residiendo en Highland. La densidad de población era de 504,51 hab./km². De los 9919 habitantes, Highland estaba compuesto por el 97% blancos, el 0.21% eran afroamericanos, el 0.17% eran amerindios, el 0.9% eran asiáticos, el 0.06% eran isleños del Pacífico, el 0.4% eran de otras razas y el 1.26% pertenecían a dos o más razas. Del total de la población el 1.39% eran hispanos o latinos de cualquier raza.